# Yerraguntla
Yerraguntla est une ville du district de Kadapa dans l'État d'Andhra Pradesh en Inde. C'est une zone industrielle située dans le mandal de Yerraguntla, dans la division fiscale de Kadapa.

## Démographie
D'après le recensement de la population d'Inde de 2011, la population de la ville s'élève à 32 574 dont 16 558 hommes et 16 016 femmes. Le taux d'alphabétisation est de 70.56%.

## Transports
La jonction de Yerraguntla est un carrefour pour la Section Nandyal-Yerraguntla et la section Guntakal-Chennai Egmore. Il relève de la Division ferroviaire de Guntakal et fait partie de la catégorie "D" de la division.

## Gouvernance
Yerraguntla Nagar Panchayat est l'organisme administratif civique de la ville qui a été constitué en 2012.

## Éducation
L'enseignement primaire et secondaire est dispensé par des écoles publiques, subventionnées et privées, sous la tutelle du Département de l'éducation scolaire de l'État,.